# 9261 Peggythomson
9261 Peggythomson è un asteroide della fascia principale. Scoperto nel 1953, presenta un'orbita caratterizzata da un semiasse maggiore pari a 2,2862199 UA e da un'eccentricità di 0,1641478, inclinata di 4,54283° rispetto all'eclittica.